# Chutavuth Pattarakampol
Chutavuth Pattarakampol (tiếng Thái: จุฑาวุฒิ ภัทรกำพล, phiên âm: Chu-tha-vút Bát-tha-ra-cam-bon, sinh ngày 21 tháng 03 năm 1993) còn có nghệ danh là March (มาร์ช), là một diễn viên và người dẫn chương trình người Thái Lan. Anh được biết đến qua vai diễn Phu trong phim Tuổi nổi loạn. Sau đó, anh còn tham gia vài phim truyền hình thiên về series teen, giới trẻ như Yêu người đào hoa (phim này March đến Hà Nội quay phim), Chàng hoàng tử trong mơ (2017), Hôn thì có gì khó (2018), Nàng công chúa cát (2019)... March là một trong những diễn viên thành công nhất từ Tuổi nổi loạn cho đến hiện tại.

## Tiểu sử và học vấn
March Chutavuth sinh ngày 21 tháng 3 năm 1993 tại Băng Cốc, Thái Lan.
March tốt nghiệp trường Saint Gabriel's College, Suankularb Wittayalai School và tốt nghiệp Cử nhân ngành Kinh tế thuộc Khoa Thương mại và Kế toán trường Đại học Chulalongkorn năm 2015.

## Sự nghiệp
Với ngoại hình điển trai, body cực chuẩn, March sớm được các nhà sản xuất phim đình đám để mắt tới. Năm 2010, March có cho mình vai diễn đầu đời trong Opas: The Series Season 1. Tiếp sau đó, anh chàng liên tục góp mặt trong các dự án phim đình đám với vai trò diễn viên phụ. Mãi đến năm 2013, March mới có cơ hội đóng chính trong bom tấn Tuổi nổi loạn và lập tức trở thành một cái tên phủ sóng.
Trong Tuổi nổi loạn, March vào vai Phu - một nam sinh có mối quan hệ tình cảm nhập nhằng, rắc rối, làm khổ bao người. Tuy vậy March vẫn chinh phục được khán giả bởi khả năng diễn xuất và vẻ ngoài điển trai, đậm chất thư sinh của mình.
Sau thành công của Tuổi nổi loạn, March được mời đóng chính nhiều phim truyền hình lẫn điện ảnh như Bí ẩn tại hồ bơi (2014), Danh vọng như mây (2015), Lovey Dovey (2016), Hôn thì có gì khó (2018),... Anh biến hóa trong nhiều hình tượng, từ nam sinh đồng tính, công tử vô dụng, đến doanh nhân thành đạt hay người ham chơi, ích kỷ... Truyền thông Thái khen March diễn xuất tốt, tương tác ăn ý với bạn diễn nữ. Anh đã ba lần đóng cặp với ngôi sao Baifern Pimchanok trên màn ảnh, gồm Ngọn lửa đam mê (2017), Đấu trường ước mơ (2017) và Nàng công chúa cát (2019).
March được cả nam lẫn nữ yêu mến nhờ ngoại hình sáng, nam tính và tính cách hòa đồng. Anh có nhiều tài lẻ như ca hát, đàn, nhảy... và học vấn cao, tốt nghiệp ngành Kinh tế tại Đại học Chulalongkorn - ngôi trường danh giá nhất Thái Lan.

## Các phim đã tham gia

### Phim điện ảnh
| Năm  | Tên gốc                | Tên tiếng Việt               | Vai        | Đóng với                                           |
| ---- | ---------------------- | ---------------------------- | ---------- | -------------------------------------------------- |
| 2012 | Home                   |                              | Ne         | Siraphan Watthachinda                              |
| 2012 | Seven Something        | Chuyện 7 năm                 | March      |                                                    |
| 2014 | The Swimmers           | Bí ẩn tại hồ bơi             | Perth      | Thanapob Leeratanakajorn & Supassara Thanachart    |
| 2024 | Chinatown Chacha       | Xuyên không cải mệnh gia tộc | Thai / Kie | Teeradetch Metawarayut & Ranchrawee Uakool Warawat |
| 2024 | Haunted Universities 3 | Chuyện ma giản đường - Năm 3 | Wal        |                                                    |

### Phim truyền hình
| Năm                                                                 | Tên gốc                                          | Tên tiếng Việt              | Vai                                     | Đài                 |
| ------------------------------------------------------------------- | ------------------------------------------------ | --------------------------- | --------------------------------------- | ------------------- |
| 2011                                                                | Opas: The Series Case 13: The Hunt for Aliens    |                             | Toong                                   | MCOT HD             |
| 2012                                                                | Club Friday The Series 1                         |                             | Jim                                     | GreenOne            |
| 2013                                                                | Hormones: The Series Season 1                    | Tuổi nổi loạn 1             | Phubes "Phu" Pattarakamporn             | GTH On Air          |
| 2013                                                                | Fuji Happiness Moment                            |                             | Arm                                     | GreenOne            |
| 2014                                                                | True Love Next Door: The Final Answer            |                             | Man (Tập 8)                             | GTH On Air          |
| 2014                                                                | Hormones: The Series Season 2                    | Tuổi nổi loạn 2             | Phubes "Phu" Pattarakamporn             | GMM 25 / GTH On Air |
| 2014                                                                | ThirTEEN Terrors                                 | Ngôi trường ma ám           | Aun (Tập 6)                             | GMM 25              |
| 2015                                                                | Ban Lang Mek                                     | Danh vọng như mây / Quả báo | Pakorn Nateepitak                       | One 31              |
| 2015                                                                | Malee: The Series                                | Malee - cô nàng rắc rối     | Minho                                   | GMM 25              |
| 2015                                                                | Hormones: The Series Season 3                    | Tuổi nổi loạn 3             | Phubes "Phu" Pattarakamporn (khách mời) | One 31 / GTH On Air |
| 2015                                                                | Love Songs Love Stories: Glup Kum Sia            |                             | Korn                                    | GMM 25              |
| 2016                                                                | Lovey Dovey                                      | Yêu người đào hoa           | Daoneu                                  | One 31              |
| 2017                                                                |                                                  |                             |                                         |                     |
| Club Friday The Series 8: True Love…or Old Flame                    | Tình yêu thực sự hay chỉ là ngọn lửa tàn         | Pong                        | GMM 25                                  |                     |
| U-Prince Series: The Badly Politics U-Prince Series: Ambitious Boss | Chàng hoàng tử trong mơ                          | Brian                       | GMM 25                                  |                     |
| Lhong Fai                                                           | Ngọn lửa đam mê / Lạc lối trong biển lửa         | Chon Naka                   | GMM 25                                  |                     |
| Slam Dance                                                          | Đấu trường đam mê                                | Singh                       | One 31                                  |                     |
| 2018–nay                                                            | Ban Saran Land: Suparburoot Sut Soi              | Hổ phụ sinh hổ nữ           | One 31                                  | Sun                 |
| 2018                                                                | Kiss Me Again                                    | Hôn thì có gì khó           | R                                       | GMM 25              |
| 2018                                                                | Khun Por Jorm Sa                                 | Người cha thất lạc          | Sinthorn                                | GMM 25              |
| 2019                                                                | Club Friday The Series 10: Khon Tee Mai Yorm Rub | Tình yêu không chung thủy   | Bew                                     | GMM 25              |
| 2019                                                                | Sucker Kick                                      |                             | Note                                    | Line TV             |
| 2019                                                                | The Sand Princess                                | Nàng công chúa cát          | Jirapat (Ji)                            | GMM 25              |
| 2019                                                                | The Stranded                                     | Mắc kẹt                     | Anan                                    | Netflix             |
| 2020                                                                | Pen Tor Uncensored                               |                             | Ton                                     | One 31 / Line TV    |
| 2021                                                                | Angkhan Khlumpong The Series                     | Thứ ba trùm mền             | Ton                                     | GMM 25              |
| 2021                                                                | Prajan See Daeng                                 | Trăng máu                   | Nontha                                  | One 31              |
| 2022                                                                | Suparburoot Sut Soi 2022                         | Hổ phụ sinh hổ nữ 2022      | Sun                                     | One 31              |
| 2022                                                                | Mummy Tee Rak                                    | Mami dấu yêu                | Panu                                    | Channel 3           |
| 2023                                                                | Suparburoot Sut Soi 2023                         | Hổ phụ sinh hổ nữ 2023      | Sun                                     | One 31              |
| 2023                                                                | This I Promise You                               | Lời hứa rắc rối             | Dave                                    | AISPLAY             |
| 2024                                                                | Suparburoot Sut Soi 2024                         | Hổ phụ sinh hổ nữ 2024      | Sun                                     | One 31              |
| 2024                                                                | Club Friday Season 16: Hot Love Issue            | TBA                         | Chanon                                  | One 31              |
| 2024                                                                | Rak Dai Ruer Young                               | TBA                         | T.J                                     | Channel 3           |

### Dẫn chương trình
| Năm  | Chương trình                       | Đài          |
| ---- | ---------------------------------- | ------------ |
| 2012 | Play Gang Play fun, raise the gang | Play Channel |
| 2013 | Play Gang Boys Meet Girls          | Play Channel |
| 2013 | GTH station                        | Play Channel |
| 2014 | GANG MENT suggests the room        | Play Channel |
| 2014 | GANG MENT                          | Play Channel |
| 2017 | Termites go home                   | GMM 25       |
| 2023 | Comedy Island Thailand             | Amazon Prime |

### Khách mời
- Don't do this to anyone, understand? (phiên bản Madame Mod)
- Labor (Madame Mod Theater tập 36-39)
- The Witch.. Phra Khanong (Madame Mod Theater, nhái bộ phim Very much.. Phra Khanong)
- Penalty short film (grow up not to cheat)
- Plaza language
- Four Story Side Crossroads (Understanding Friends)

## Âm nhạc

### Xuất hiện trong MV
- Want to love, must not be afraid of the word sad - Da Endorphine
- Pass Now Cover - ARM
- Toy Car - Tiger
- Different As Well - Getsunova
- Miss You - Defender Winai Panich
- Hot Shower - Big Ass
- Deposited - Violette Wautier
- VOLG JOU HART (Follow Your Heart) - Ploychompoo ft. Madam Mod
- Once in a lifetime (Once) - Nat Sakdatorn
- Stop (Yes?) - Rooftop

### Concert
- Hormones Day Hormones Night (2013)
- "STAR THEQUE" GTH 11 (2015)